# Janki (województwo łódzkie)
Janki – wieś w Polsce, położona w województwie łódzkim, w powiecie pajęczańskim, w gminie Pajęczno.
| SIMC    | Nazwa     | Rodzaj     |
| ------- | --------- | ---------- |
| 0141321 | Czechówka | część wsi  |
| 0141344 | Grabiec   | przysiółek |
| 0141338 | Henryków  | część wsi  |

W latach 1975–1998 miejscowość administracyjnie należała do województwa częstochowskiego.
W czasie II wojny światowej umiejscowiony był tu posterunek żandarmerii niemieckiej. Żandarmi z Janek dopuścili się licznych zbrodni na okolicznych mieszkańcach, brali udział m.in. w pacyfikacji wsi Patrzyków.